# Teutônia
Teutônia là một đô thị thuộc bang Rio Grande do Sul, Brasil. Đô thị này có diện tích 179,17 km², dân số năm 2007 là 25105 người, mật độ 140,12 người/km².